# Arte liberale

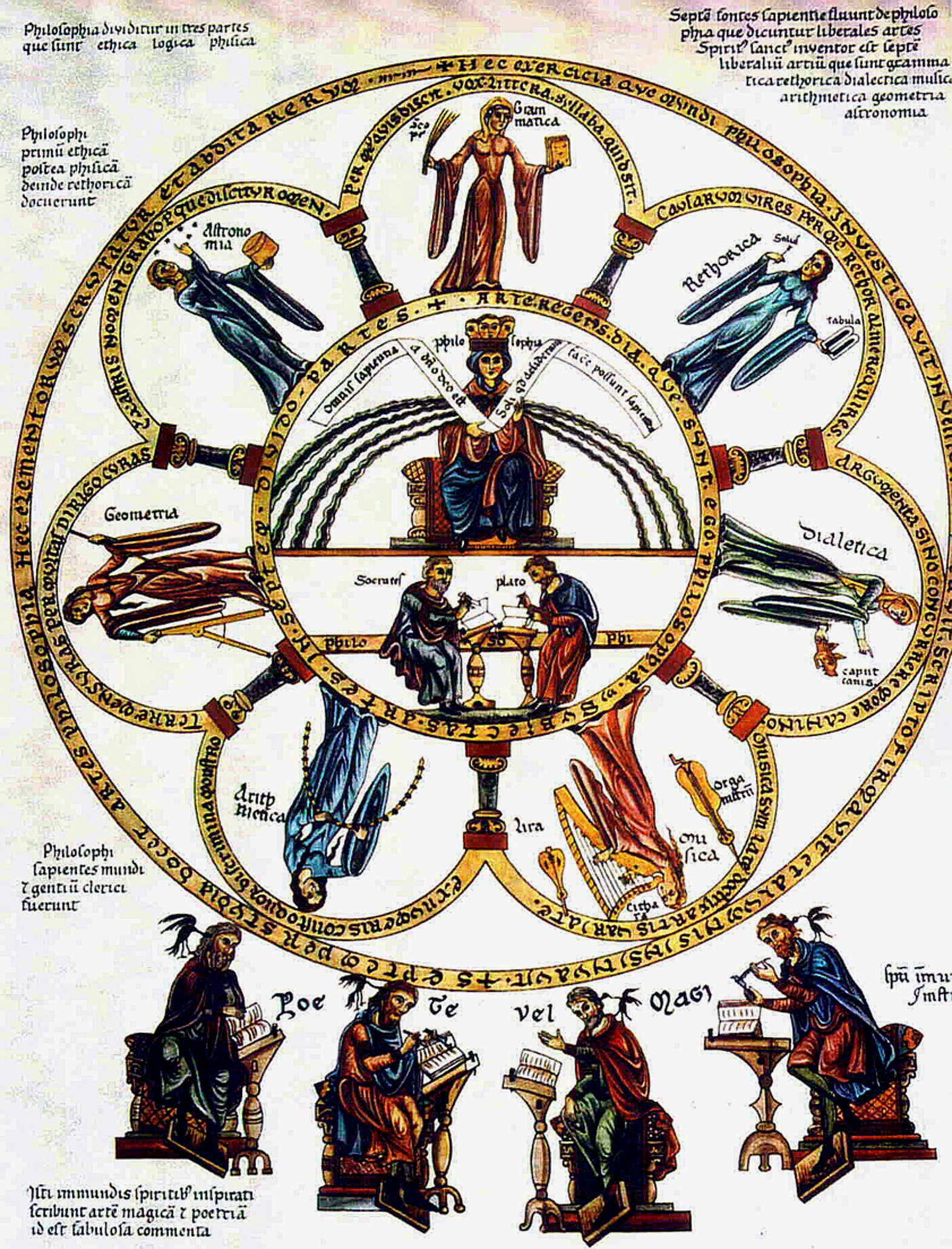
Cele şapte arte liberale - Ilustraţie din Hortus deliciarum de Herrad von Landsberg (sec. XII)

Sintagma arte liberale denotă o programă care transmite cultură generală și ajută studentul să gândească rațional și critic, dezvoltându-i capacitățile intelectuale, spre deosebire de programele profesionale, vocaționale si tehnice, care pun mai degraba accentul pe specializare. Artele liberale contemporane cuprind studiul literaturii, limbilor străine, filozofiei, istoriei, matematicii și a științei.
In antichitate, artele liberale desemnau educația adecvată pentru o persoană liberă (latină liber, “liber”). "Artele liberale" (latină liberalia studia) erau deja numite astfel în educația formală pe timpul Imperiului Roman; de exemplu, Seneca cel Tânăr discuta artele liberale în educație din punctul de vedere al stoicilor critici în Epistola Morala 88. 
În secolul V d. Hr., Martianus Capella definește cele șapte arte liberale ca fiind: gramatica, dialectica, retorica, geometria, aritmetica, astronomia și muzica. În universitățile medievale occidentale, cele șapte arte liberale erau:
- Triviumul

1. gramatica
2. retorica
3. logica

- Quadriviumul

1. aritmetica
2. astronomia
3. muzica
4. geometria